# Plebicula helenae
Plebicula helenae är en fjärilsart som beskrevs av Charles Oberthür 1910. Plebicula helenae ingår i släktet Plebicula och familjen juvelvingar. Inga underarter finns listade i Catalogue of Life.